# Famille de Weitenmühle
La famille de Weitenmühle (Weitmühl en allemand ; Witen Mülen en moyen-haut-allemand ; Veitmíle en tchèque) est une famille noble ministérielle d'origine bohémienne dont une partie s'est installée en Alsace au XIVe siècle.
L'empereur Charles IV, lors de son accession au trône en 1346, se sert de certains membres de cette famille pour pouvoir contrôler les régions rhénanes depuis la partie lointaine de son royaume, la Bohême. Cette famille joue dès lors un rôle important sur toute la deuxième partie du XIVe siècle en Alsace et à Haguenau.
Cinq frères de Weitenmühle ont d'abord fait partie des serviteurs de Charles. Stislas est le premier à nous être connu : il fut de longues années bailli, sous-bailli ou Schultheiss et on le rencontre régulièrement comme représentant de l'empereur. Son fils Dietrich reprend cette politique en tenant les mêmes charges, et ce jusqu'à la déposition de Venceslas de Luxembourg en 1400. La famille se disperse, une partie reste en Alsace, tenant des fonctions moins prestigieuses, une autre rentre en Bohême, notamment Dietrich.
La famille s'est éteinte en Bohème, où elle était retournée au commencement du XVIIe siècle.

## Origine
Originaires de Bohême, le château des Krabice (Krabitz) se trouvait dans le nord de la Tchéquie, dans la région de l'actuelle Nový Bydžov. Ils en tirèrent le nom de Veitmile (Weitmühl) du nom de ce château. Des restes en étaient encore visibles en 1550, qui ont été recouvertes en 1790 par le Smrkovitzer See, un lac dans le district de Bidschow.

## Armes
- de gueules chargé d'une meule à grains, composée d'une pierre à meuler d’argent, portant un fer de meule (de) de sable en fasce.[3]
- cimier : sur le casque, avec un couvre-nuque ou des lambrequins de gueules doublé d'argent, la même meule d'argent portant le fer de sable cimée d'un panache de paon naturel.

Il s'agit donc d'armes parlantes : Veimile/Weit-mühle, pour pierre de meule.

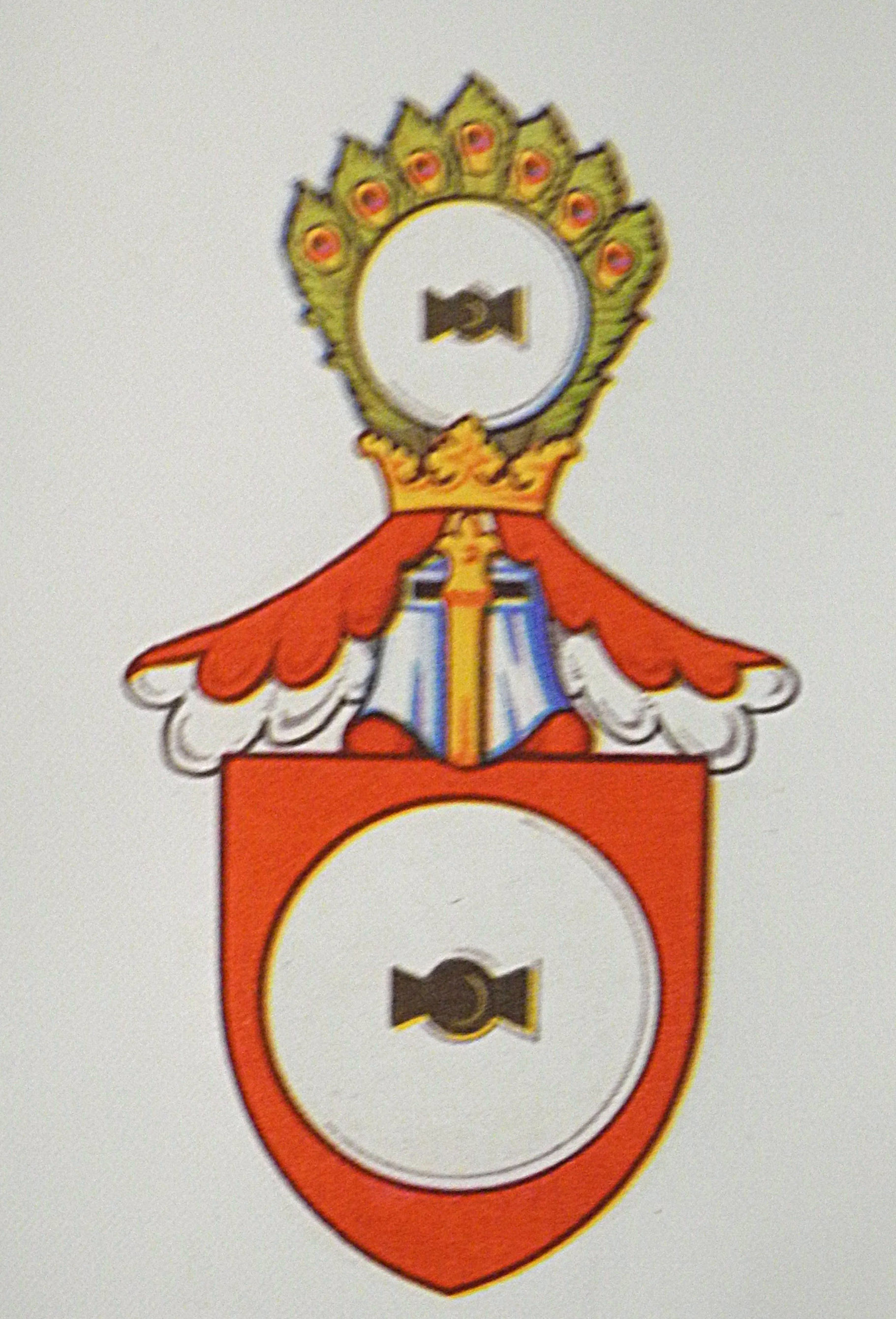
Armes cimées d'un plumeau de paon.
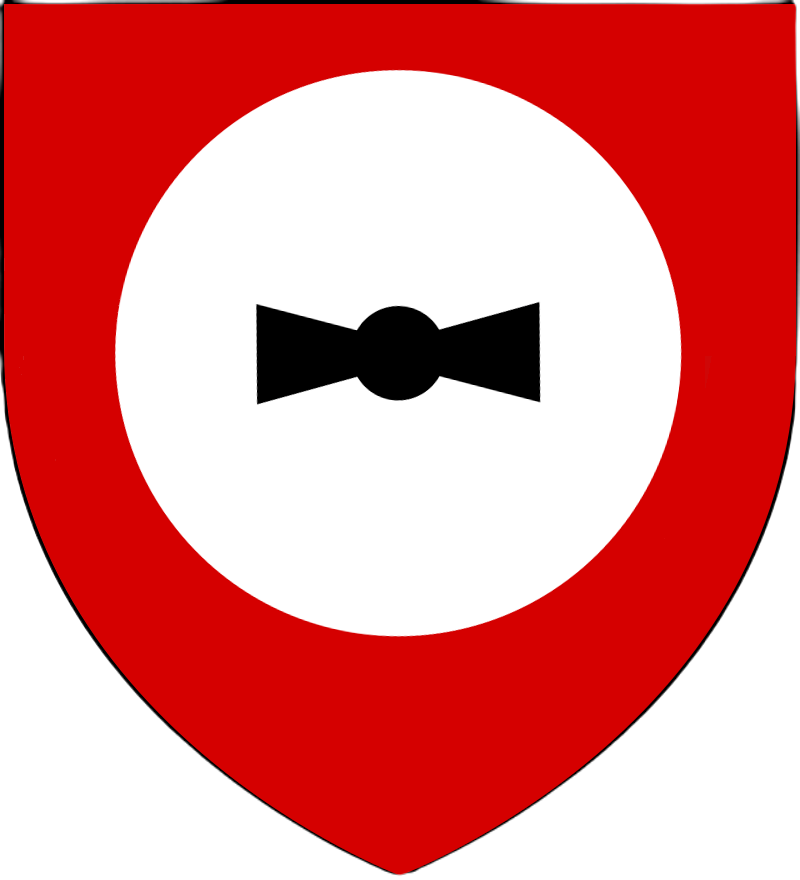
Écu stylisé des Weitmühl
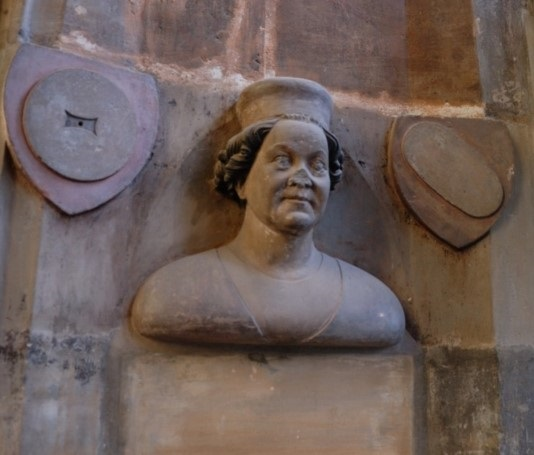
Buste en pierre de Benesch de Weitenmühle, dans la cathédrale de Prague (après 1380), à sa droite, son blason.
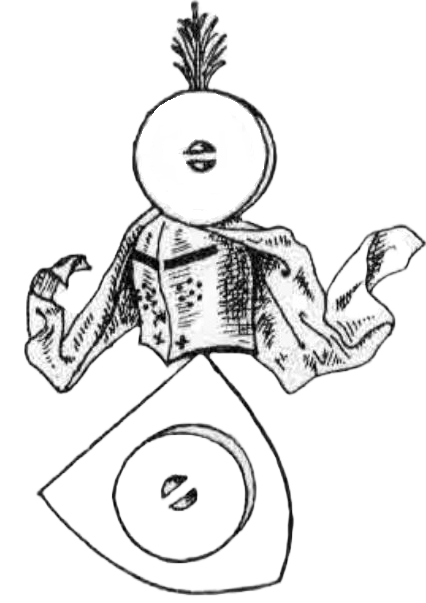
Armes de Dietrich de Weitenmühle

## Personnalités alsaciennes

### Première génération
Cinq frères Krabitz von Weitmühl sont venus de Bohème avec l'empereur Charles IV en Alsace au milieu du XIVe siècle pour la régenter,. L'empereur les dote d'un fief, celui laissé sans héritier direct par la mort en 1358 de Cunon de Wasigenstein, fils d'Engelhart de Wasigenstein, Schultheiss de Haguenau en 1314, qui avait lui-même hérité du fief des Marschall du château de Haguenau,. Le fief est donné le 6 avril 1359 à ces cinq frères, puis régulièrement reconfirmé. Il consiste en divers biens haguenoviens, quelques maisons et moulins sis notamment au sein du château et en ville.
- Stislas de Weitenmühle, chevalier dès 1360. Il est notamment sous-bailli (1352-1353, 1355-1357, 1359-1363, 1369-1370, 1376-1377, 1382), puis grand-bailli d'Alsace (1386-1390), également Schultheiss de Haguenau (1355-1356, 1360, 1367 et 1382), et Ausbürger de Strasbourg (1381). Il est le représentant fidèle de l'empereur Charles IV, puis de Venceslas en Alsace et se fait leur plénipotentiaire dans divers résolution de conflits ainsi que pour diverses charges souveraines dans la région. Il est mort en 1402.
- Nicolas Speck de Weitenmühle, frère du précédent, chevalier (1359, 1367, 1370)[10].
- Johann Glatz de Weitenmühle (1353, 1364, 1367).
- Dobesch de Weitenmühle (1364, 1367).
- Peter de Weitenmühle (1364, 1367).
- Benesch de Weitenmühle, resté lui en Bohème, probablement frère des précédents. Chanoine à Olmütz en 1367, à Prague en 1378-1384.
- Wlachinco de Weitenmühle, secrétaire et notaire impérial depuis Prague entre 1376 et 1398[11], cousin de Stislas et Dietrich, avec lesquels il est en correspondance.

### Deuxième génération
Les enfants de Stislas, qu'il a eu avec : Benignosa vom Huse, fille du Schultheiss de Mulhouse Dietrich vom Huse (1358-1360), veuve dès 1403 et au moins jusqu'en 1415.
- Dietrich de Weitenmühle, noble écuyer (Edelknecht) au moins dès 1386. Il est sous-bailli d'Alsace sous la direction de son père (1386-1390), puis une seconde fois (1397-1399) sous celle de Borsiboy de Swinar, pleinement nommé grand-bailli d'Alsace début août 1400 alors qu'il est à Prague auprès de l'empereur Venceslas. Celui-ci étant destitué le 20 août, Dietrich ne reste bailli que jusque novembre 1400. Il reste alors retiré en Bohème, et exhorta les Alsaciens à rester fidèle à Venceslas. Il est également Schultheiss de Haguenau (1386-1390), ainsi que Schultheiss de Mulhouse (1395-1396). Marié à Johanna von Masmünster ou Jeanne de Masevaux, qui lui donna un fils, Sigismond. Il est encore vivant en 1431[12], et mort avant 1434[13].
- Martin de Weitenmühle, Schultheiss de Kaysersberg (1409), marié à Ennelin de Wintzenheim[14], également avéré en 1396, 1408, 1415, mort avant 1434.
- Wenceslas de Weitenmühle, avéré entre 1415 et 1441, marié à Elsa de Rathsamhausen, qui lui donna deux fils, Balthasar et Melchior.
- Hans de Weitenmühle, Schultheiss de Haguenau pour moins d'un mois, du 30 juillet au 19 août 1398[15]. Il n'est probablement pas le frère aîné ; en revanche, à la mort de son père Stislas, en tant que fils le plus âgé resté en Alsace, il hérite du fief châtelain de Haguenau le 25 janvier 1403[16]. Marié à Margaretha d'Engassen, leur fille également prénommée Margaretha épousa en 1423 Cunon de Dürckheim, ce qui en fait l'ancêtre de la lignée des Eckbrecht von Dürckheim(-Montmartin) (de)[6]. Le couple et par-là la famille de Dürckheim reçut un quart sur le fief châtelain de Haguenau[17]. En 1444, Cunon devint propriétaire du fief impérial de Haguenau[18].
- Peter de Weitenmühle, avéré en 1415.
- Anna de Weitenmühle, mariée au chevalier Jean de Müllenheim (de)-Richenberg, veuve en 1415.

### Troisième génération
La dernière avérée en Alsace, comprenant quelques cousins germains, petits-fils de Stislas.
- Sigismond de Weitenmühle, fils de Dietrich et de Jeanne de Masevaux, avéré en 1434, 1441, 1458 et 1471, mort en 1480. Un litige a lieu autour de son héritage entre deux de ses cousins, Balthasar de Weitenmühle (cf. infra) et Henri de Stauffen après sa mort en 1480-1481[19].
- Balthasar de Weitenmühle, fils de Martin et de Ennelin de Rathsamhausen, avéré dès 1430, en 1441, 1450 et 1480-1481[20].
- Melchior de Weitenmühle, fils de Martin et de Ennelin de Rathsamhausen, avéré entre 1434 et 1441[21].

### Membres éloignés
Des membres plus éloignés de cette famille, rencontrés en Alsace.
- Tristram de Weitenmühle (Tristan), avéré en 1383, en 1392 à Haguenau, en 1400 à Obernai, où il est Schultheiss.
- Heinrich de Weitenmühle, Schultheiss de Haguenau au XIVe siècle.
- Margaretha de Weitenmühle, abbesse de Saint-Jean de Saverne en 1421.
- Bastian et Peter de Weitenmühle, cousins, châtelains de Haguenau avant 1521, après cette date, ils retournent eux-aussi en Bohème. C'est également en 1521 que l'intégralité du fief castrense parvient aux Dürckheim[18].

## Personnalités bohémiennes
- Benesch de Weitenmühle, ou Beneš Krabice z Veitmile, historien chroniqueur et chanoine à Prague à partir de 1341 (mort le 27 juillet 1375). Charles IV l'a également placé à la tête de la fabrique de la cathédrale Saint-Guy de Prague.
- Otto de Reznowitz, dit de Weitenmühle, et Peschek (Peter) de Sliwna, de la même famille, burgraves de Kromau, vers 1340-1363[6].
- Pešek Krabitz, fieffé en 1319 par le roi de Bohème Jean de Luxembourg du nouveau château du Schreckenstein (de)[22]. Le père des précédents ?
  - Pešek le Jeune, en 1349 juge provincial[23] et garde-chasse royal dans le Trautenau.
    - Wilhelm Krabitz, vladike (de) du château de Veitmile, (Weitmühl en allemand). Marié à Przibyslawa von Martinic (de), il meurt en 1356.
      - Johann/Jan
      - Beneš Krabitz von Weitmühl, ancêtre de la lignée baronniale des Weitenmühle en Bohème, duquel est également issu la lignée alsacienne.
        - Stislas, Nicolas Speck, Johann Glatz, Dobesch, Peter, les cinq frères envoyés en Alsace (cf. supra).
- Benesch de Weitenmühle, fils de Dobeš de la branche morave, burgrave du Karlstein (1460-1496), haut-monnayeur[24] du royaume de Bohème (1471-1496). Avec son frère, ses fils et leurs cousins, il est reconnu en 1475 par le roi de Bohème Vladislas comme son banneret, qui confirme par la même occasion son Herrenstand (de)[25],[6]. Ces statuts sont confirmés par l'empereur Ferdinand en 1537, puis par Maximilien II. Marié à Benigna Czalta von Kamena Hora, il a pour fils :
  - Ladislas
  - Sigmond
  - Johann (vivant encore en 1492), qui a pour fils Sebastian et Christophel.
  - Michael
  - Sebastian Krabice de Weitenmühle (de), haut feudataire[26] allemand en 1538, haut-monnayeur (1542-1544), grand-capitaine du royaume de Bohème en 1544. Son testament date de 1546[6]. Il meurt en 1549. Marié à Anna, née Glatz von Althaus, ils ont deux fils :
    - Johann le Jeune de Weitenmühle ∞ avant 1555 à Katharina fille de Niklas le Vieux Trmiczky von Milein, de Türmitz.
    - Christian (Křiž) de Weitenmühle († 1550) ∞ Veronika fille d'Albert comte de Schlik de Bassano et Weißkirchen (de), puis en secondes noces, Elisabeth Ungnadin von Sonneck. Leurs enfants sont :
      - Beneš von Weitmühl, mort sans être marié.
      - Ursula, ∞ Christoph Guttenstein-Vrtba (de).
      - Jaroslaw Johann Laurenz von Weitmühl († 1584), ∞ Elisabeth, fille de Karl von Žerotín († 1560), gouverneur du duché de Glogau. Ils ont trois fils et une fille. Avec le plus jeune des fils Sebastian Laurenz von Weitmühl, qui meurt en 1600 à Padoue, s'éteint la lignée baronniale des Weitenmühle à la fin du XVIe siècle.
- Ludwig de Weitenmühle, frère de Benesch.
- Wenceslas de Weitenmühle et Georg de Weitenmühle, cousins des précédents.
- Anna de Weitenmühle, meurt en 1600 non-mariée[6].
- Veronica von Weitenmühle, épouse en 1593 Stephan-Georg von Sternberg (1570-1625), trésorier (de), membre du conseil secret de l'empereur, protestant. Veuve, elle quitte la Bohème en 1627 à la suite du Religions-Edikt, et se rend à Meißen, où elle meurt[6].

## Galerie de leurs sceaux

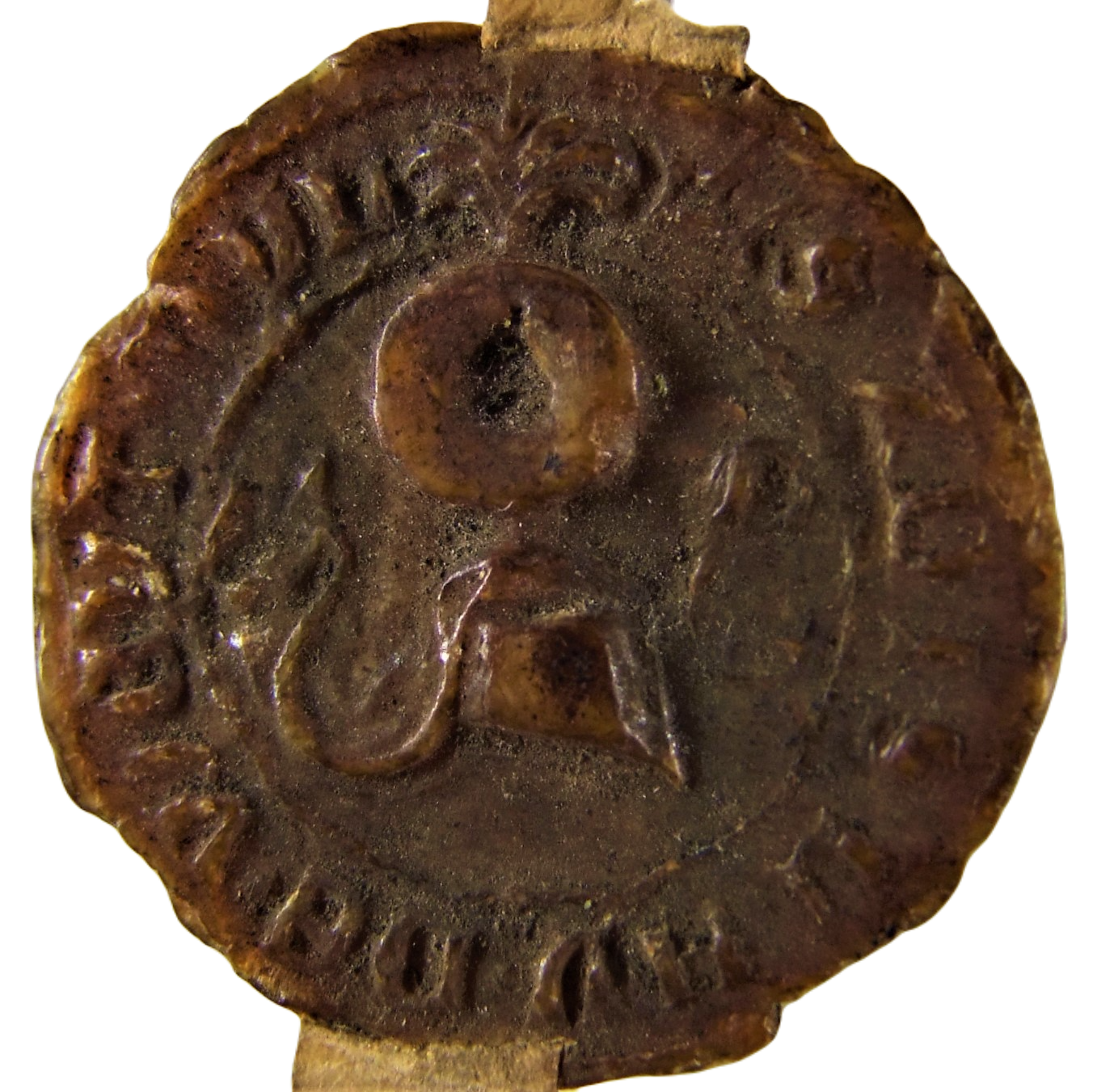
Sceau de Stislas de Weitenmühle (1382)
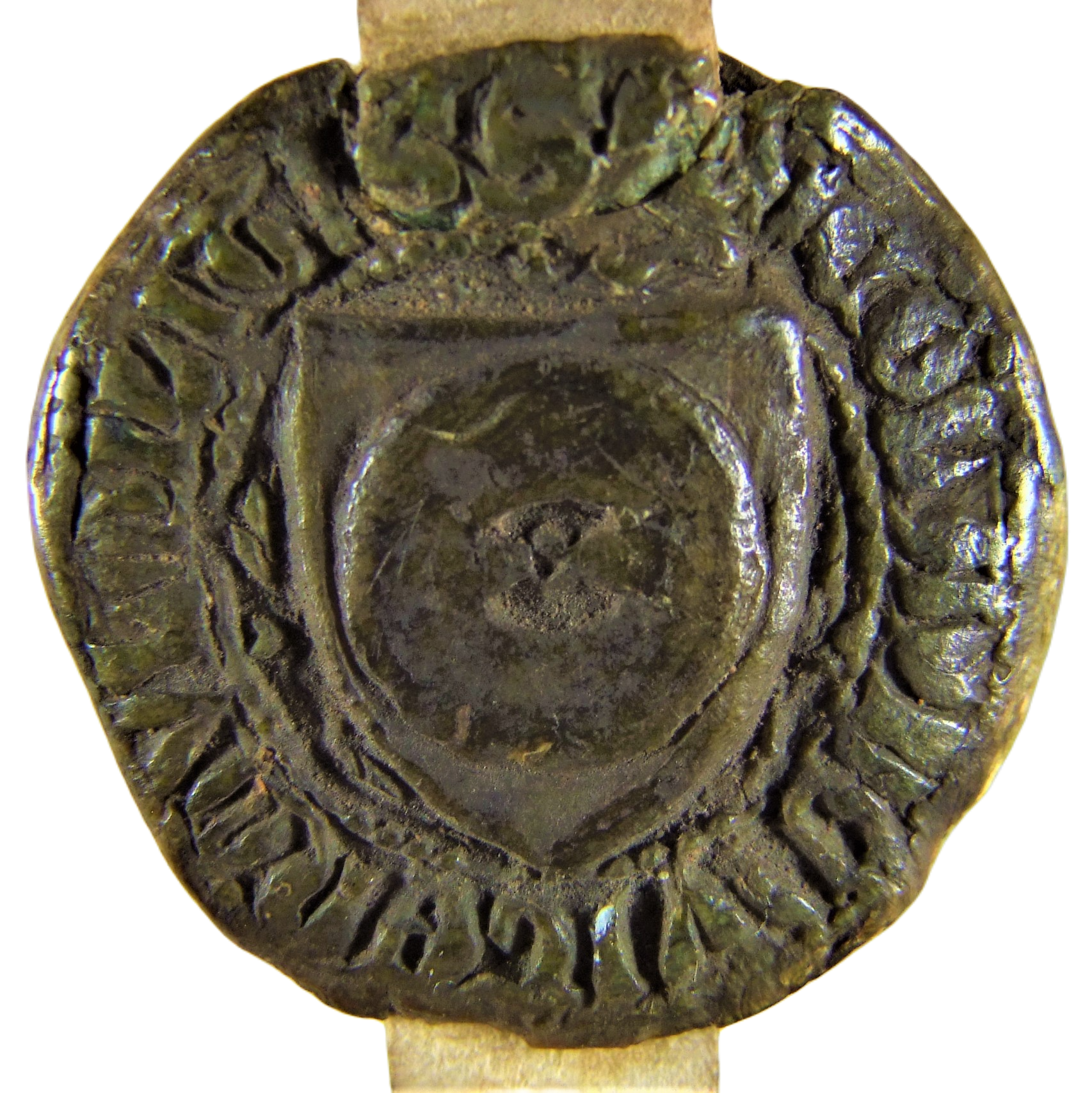
Sceau de Nicolas Speck de Weitenmühle (1370)
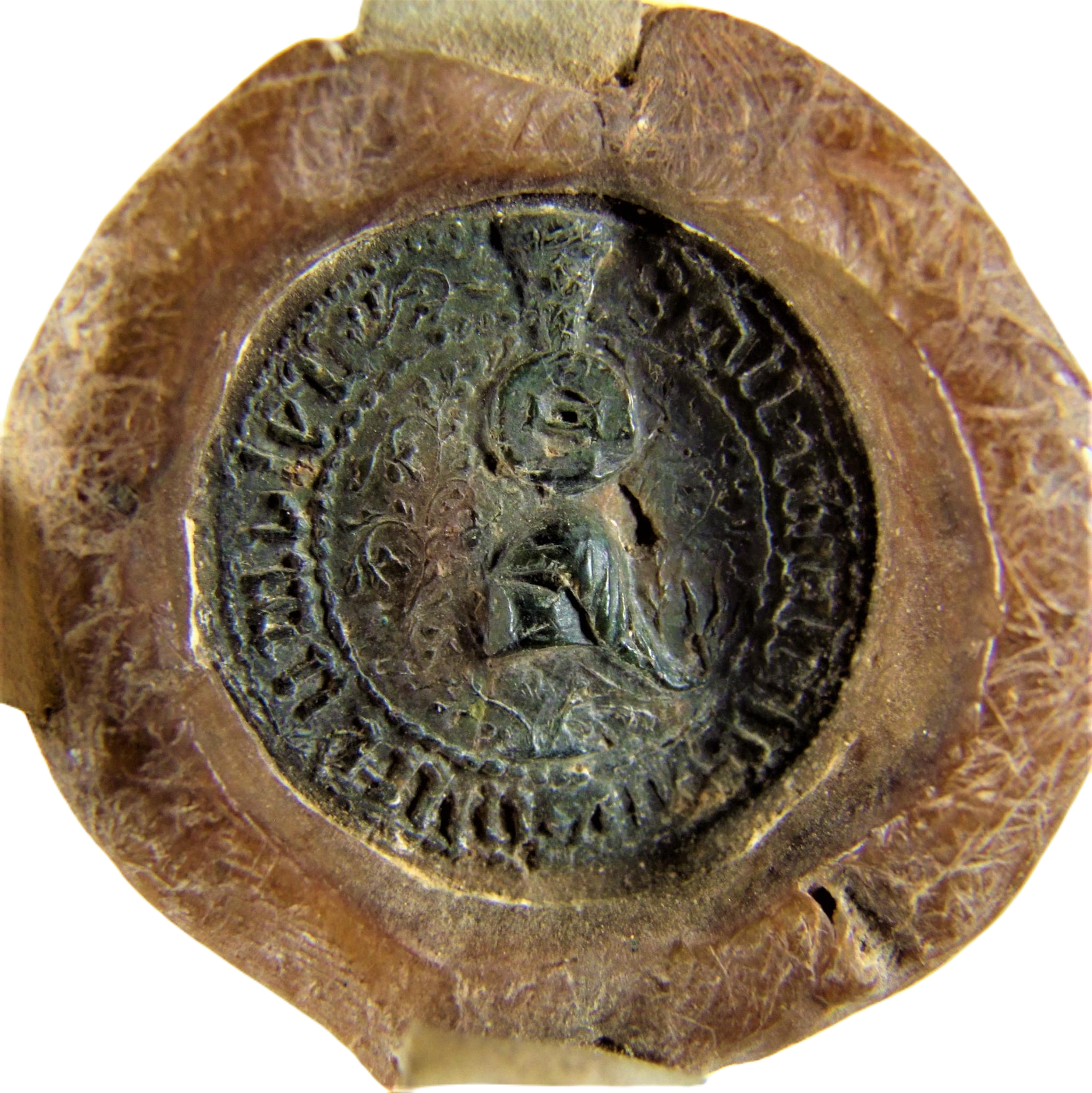
Sceau de Dietrich de Weitenmühle (1398)
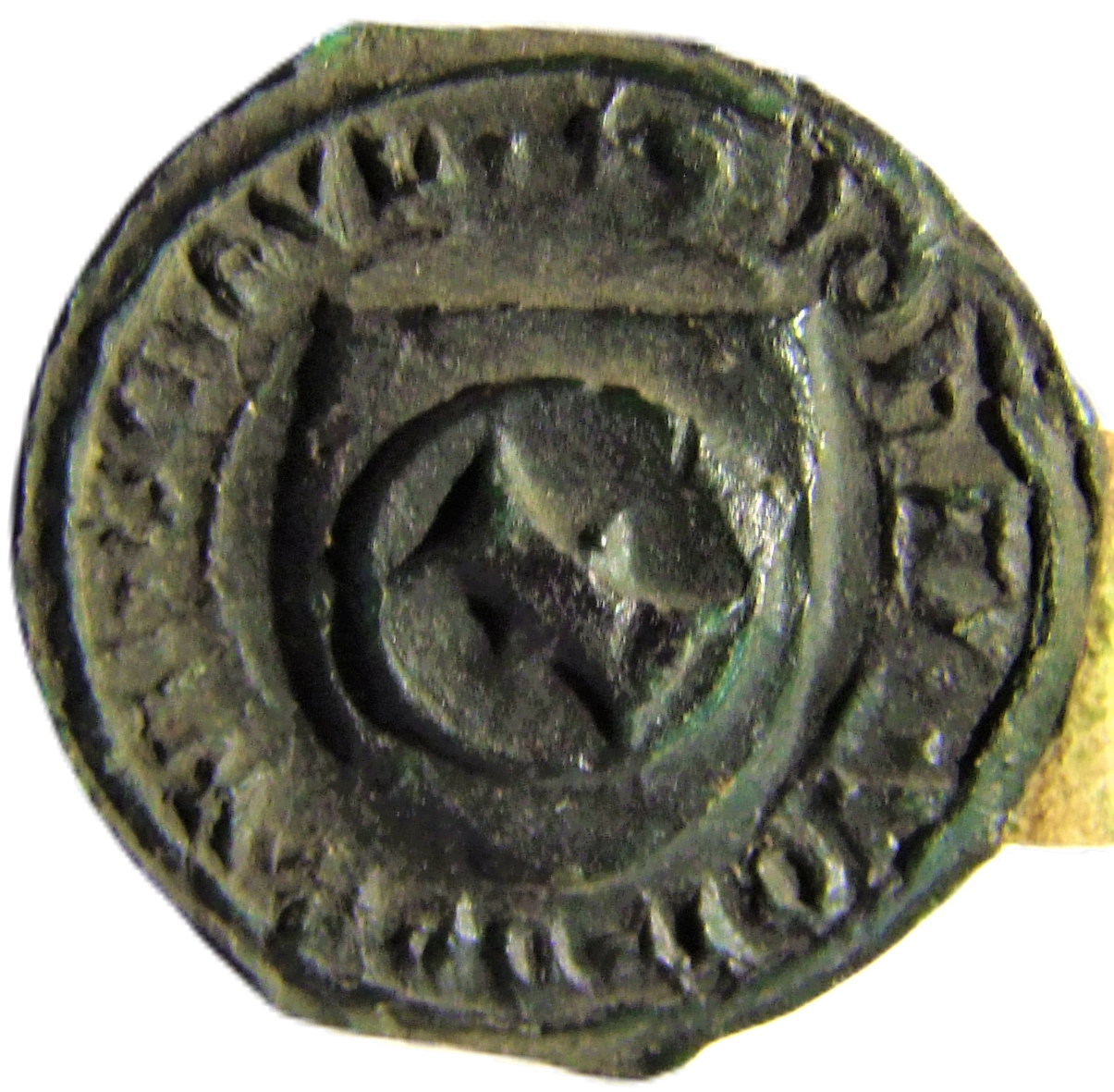
Sceau de Hans de Weitenmühle (1415)
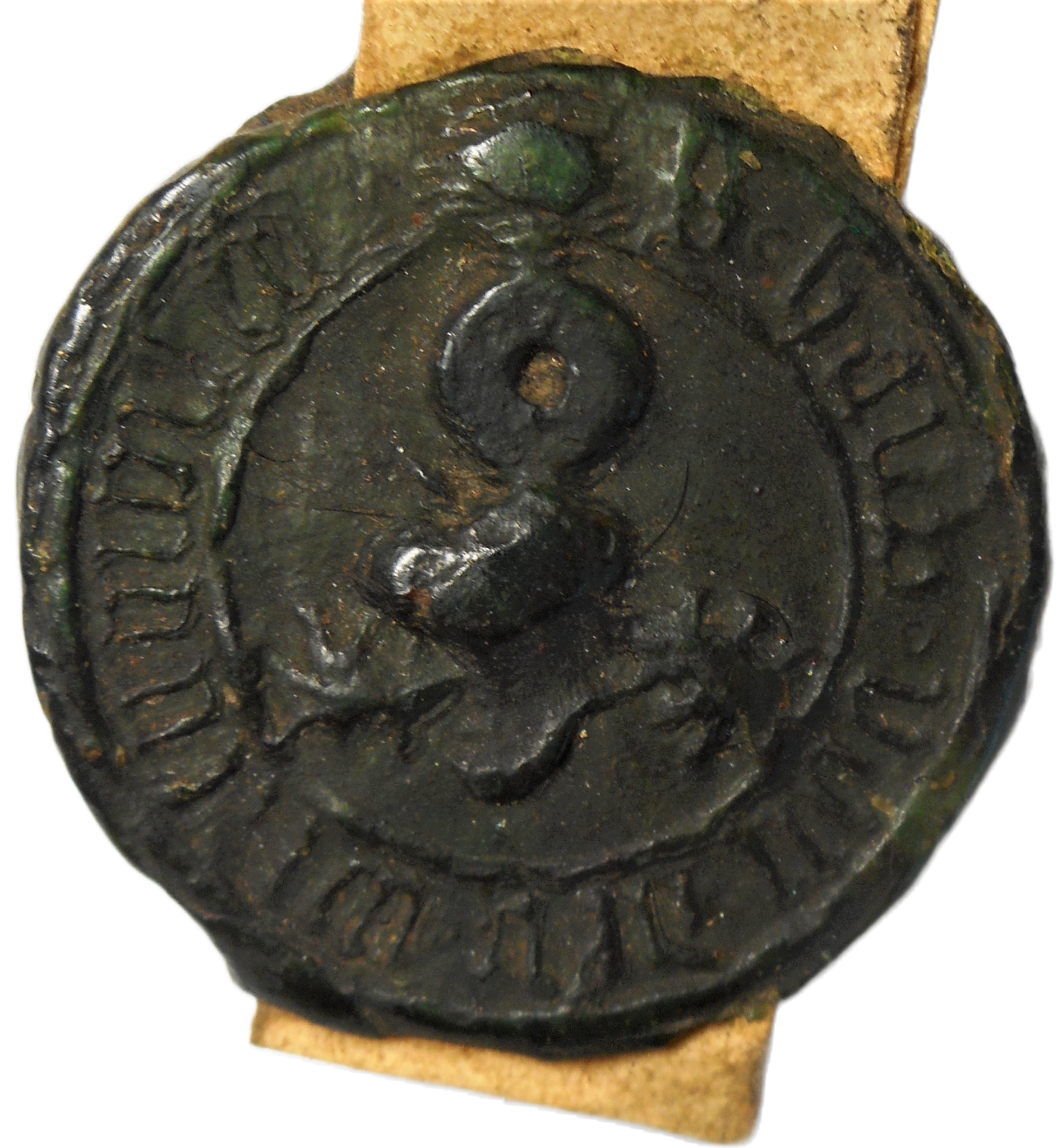
Sceau de Hans de Weitenmühle (1441)
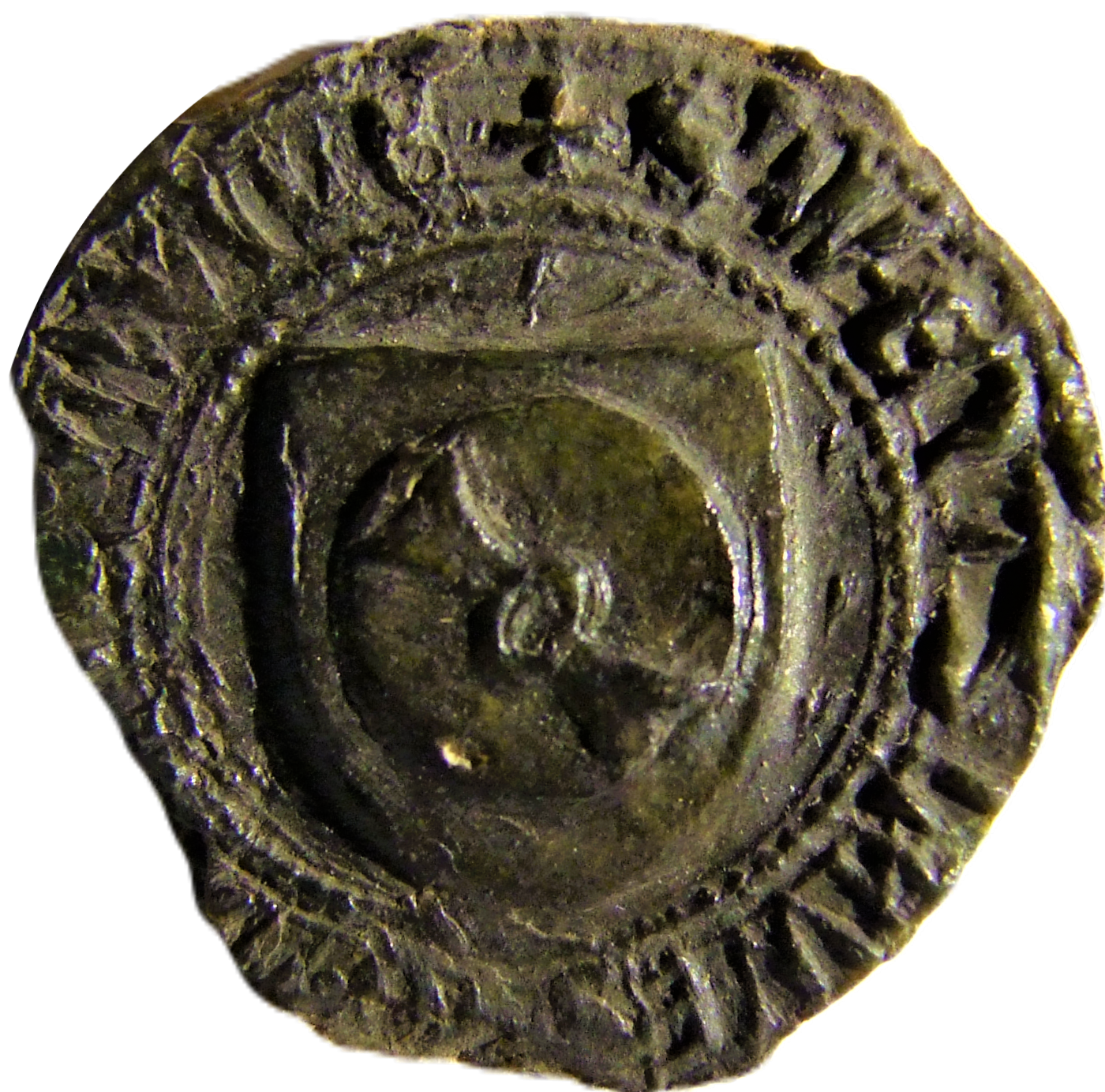
Sceau de Wenceslas de Weitenmühle (1415)
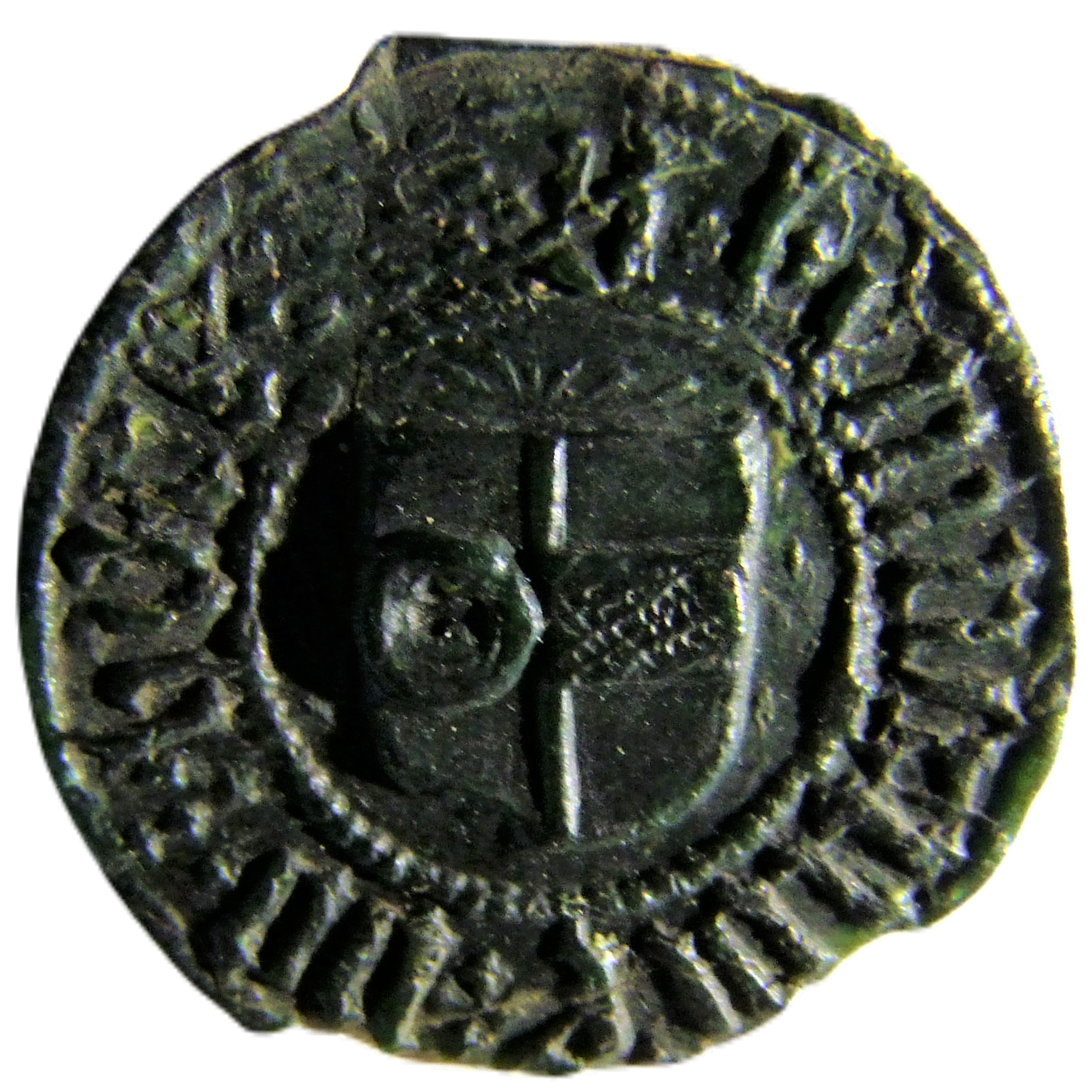
Sceau de Benignosa vom Huse (1415)
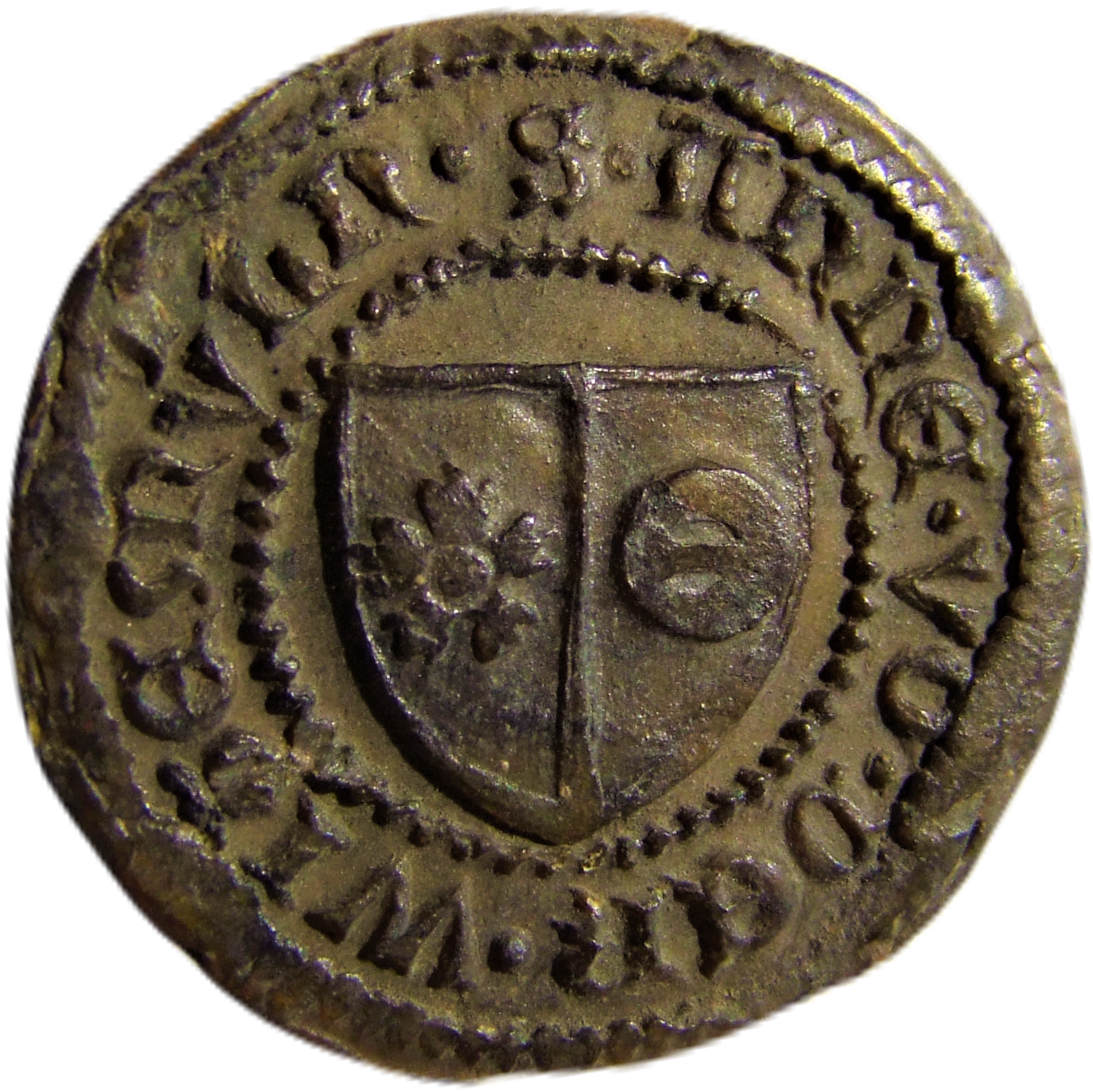
Sceau de Anna de Weitenmühle (1415)